# Liste der Bodendenkmäler im Dormitzer Forst
Auf dieser Seite sind die Bodendenkmäler in dem mittelfränkischen gemeindefreien Gebiet Dormitzer Forst zusammengestellt. Diese Tabelle ist eine Teilliste der Liste der Bodendenkmäler in Bayern. Grundlage ist die Bayerische Denkmalliste, die auf Basis des Bayerischen Denkmalschutzgesetzes vom 1. Oktober 1973 erstmals erstellt wurde und seither durch das Bayerische Landesamt für Denkmalpflege geführt wird. Die folgenden Angaben ersetzen nicht die rechtsverbindliche Auskunft der Denkmalschutzbehörde.

## Bodendenkmäler im Dormitzer Forst
| Lage                       | Objekt                                                                              | Akten-Nr.     | Bild |
| -------------------------- | ----------------------------------------------------------------------------------- | ------------- | ---- |
| Uttenreuth (Standort)      | Siedlung der Urnenfelderzeit.                                                       | D-5-6432-0008 |      |
| Kalchreuth (Standort)      | Siedlung vorgeschichtlicher Zeitstellung.                                           | D-5-6432-0047 |      |
| Dormitzer Forst (Standort) | Bestattungsplatz vorgeschichtlicher Zeitstellung mit Grabhügeln.                    | D-5-6432-0076 |      |
| Dormitzer Forst (Standort) | Begräbnisplatz vorgeschichtlicher Zeitstellung mit Brandbestattungen in Grabhügeln. | D-5-6432-0077 |      |
| Dormitzer Forst (Standort) | Siedlung vorgeschichtlicher Zeitstellung.                                           | D-5-6432-0079 |      |